# Vailly-sur-Sauldre
Pour les articles homonymes, voir Vailly et Sauldre (homonymie).
Vailly-sur-Sauldre est une commune française située dans le département du Cher, en région Centre-Val de Loire.

## Géographie
Vailly-sur-Sauldre est situé dans la région naturelle du Pays-Fort.

### Climat
Pour des articles plus généraux, voir Climat du Centre-Val de Loire et Climat du Cher.
En 2010, le climat de la commune est de type climat océanique dégradé des plaines du Centre et du Nord, selon une étude du CNRS s'appuyant sur une série de données couvrant la période 1971-2000. En 2020, Météo-France publie une typologie des climats de la France métropolitaine dans laquelle la commune est exposée à un climat océanique altéré et est dans la région climatique  Centre et contreforts nord du Massif Central, caractérisée par un air sec en été et un bon ensoleillement. 
Pour la période 1971-2000, la température annuelle moyenne est de 10,7 °C, avec une amplitude thermique annuelle de 15,5 °C. Le cumul annuel moyen de précipitations est de 771 mm, avec 11,5 jours de précipitations en janvier et 7,2 jours en juillet. Pour la période 1991-2020, la température moyenne annuelle observée sur la station météorologique installée sur la commune est de 11,3 °C et le cumul annuel moyen de précipitations est de 792,8 mm,. Pour l'avenir, les paramètres climatiques de la commune estimés pour 2050 selon différents scénarios d'émission de gaz à effet de serre sont consultables sur un site dédié publié par Météo-France en novembre 2022.
| Mois                                  | jan.            | fév.             | mars           | avril         | mai           | juin          | jui.           | août         | sep.            | oct.            | nov.             | déc.             | année    |
| ------------------------------------- | --------------- | ---------------- | -------------- | ------------- | ------------- | ------------- | -------------- | ------------ | --------------- | --------------- | ---------------- | ---------------- | -------- |
| Température minimale moyenne (°C)     | 0,4             | −0,2             | 1,6            | 3,4           | 7,4           | 10,9          | 12,5           | 12,1         | 8,5             | 6,7             | 3,2              | 1                | 5,6      |
| Température moyenne (°C)              | 3,7             | 4,2              | 7,4            | 10,1          | 14            | 17,7          | 19,8           | 19,5         | 15,4            | 11,8            | 7,1              | 4,3              | 11,3     |
| Température maximale moyenne (°C)     | 7,1             | 8,7              | 13,2           | 16,8          | 20,7          | 24,4          | 27,1           | 26,9         | 22,4            | 17              | 11               | 7,6              | 16,9     |
| Record de froid (°C) date du record   | −22 16.01.1985  | −18,5 22.02.1986 | −13,5 01.03.05 | −7,4 09.04.03 | −3 07.05.1979 | −1 05.06.1991 | 2,3 04.07.1984 | 1 31.08.1986 | −1,5 21.09.1978 | −7,5 31.10.1997 | −11,5 24.11.1998 | −19,5 31.12.1985 | −22 1985 |
| Record de chaleur (°C) date du record | 17,6 05.01.1999 | 22,5 27.02.19    | 26,2 31.03.21  | 30 20.04.18   | 32,5 28.05.17 | 40 27.06.11   | 42 24.07.19    | 41 06.08.03  | 36 14.09.20     | 30,7 01.10.1985 | 23,2 08.11.15    | 19,8 16.12.1989  | 42 2019  |
| Précipitations (mm)                   | 70              | 60,1             | 58,2           | 61,5          | 71,3          | 56            | 61,9           | 60,1         | 60,3            | 75,2            | 76,8             | 81,4             | 792,8    |

## Urbanisme

### Typologie
Au 1er janvier 2024, Vailly-sur-Sauldre est catégorisée commune rurale à habitat dispersé, selon la nouvelle grille communale de densité à 7 niveaux définie par l'Insee en 2022.
Elle est située hors unité urbaine. Par ailleurs la commune fait partie de l'aire d'attraction d'Aubigny-sur-Nère, dont elle est une commune de la couronne,. Cette aire, qui regroupe 16 communes, est catégorisée dans les aires de moins de 50 000 habitants,.

### Occupation des sols
L'occupation des sols de la commune, telle qu'elle ressort de la base de données européenne d’occupation biophysique des sols Corine Land Cover (CLC), est marquée par l'importance des territoires agricoles (89,7 % en 2018), une proportion identique à celle de 1990 (89,7 %). La répartition détaillée en 2018 est la suivante : 
terres arables (58,1 %), prairies (28,8 %), forêts (7,2 %), zones urbanisées (3,1 %), zones agricoles hétérogènes (2,8 %).
L'évolution de l’occupation des sols de la commune et de ses infrastructures peut être observée sur les différentes représentations cartographiques du territoire : la carte de Cassini (XVIIIe siècle), la carte d'état-major (1820-1866) et les cartes ou photos aériennes de l'IGN pour la période actuelle (1950 à aujourd'hui).

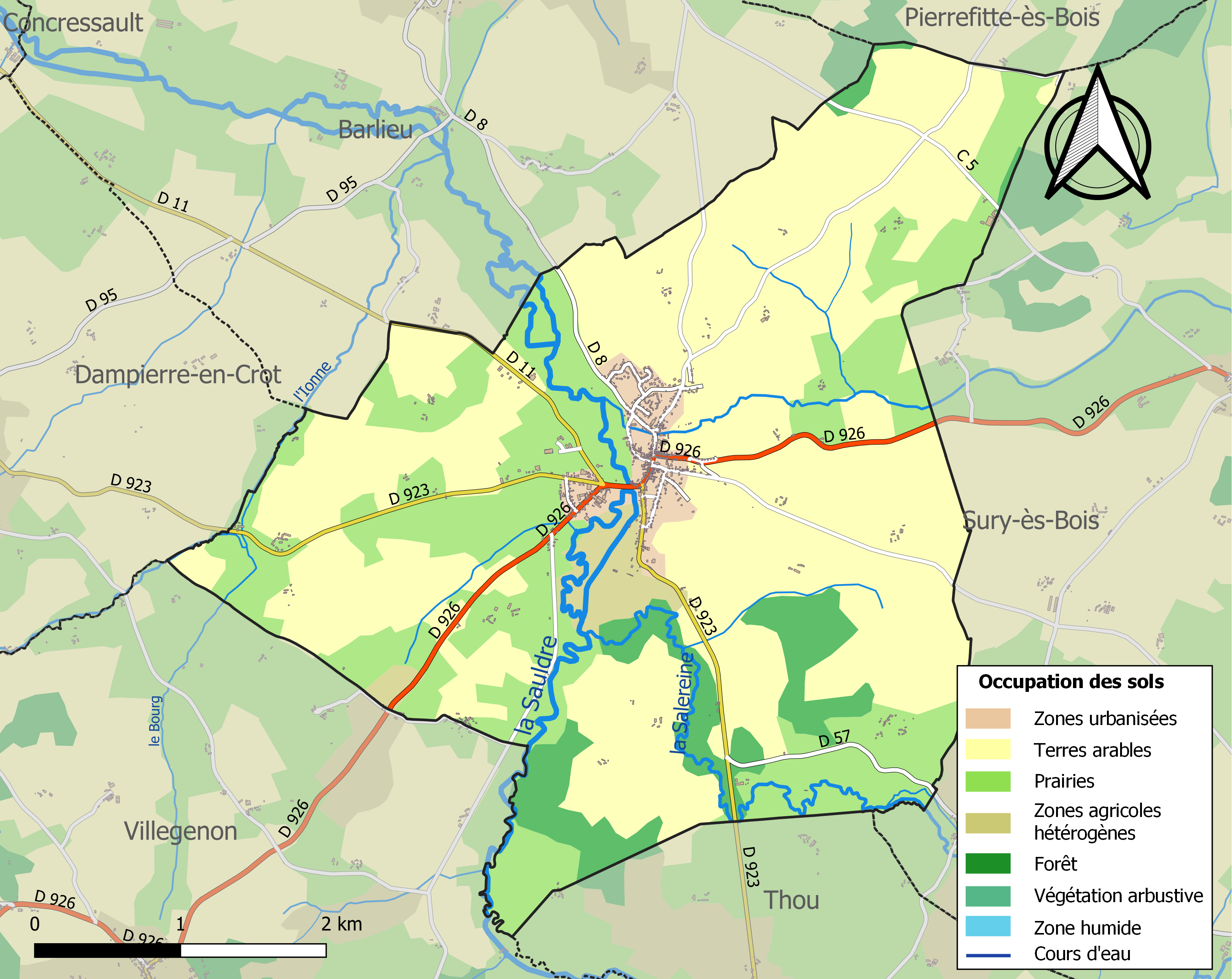
Carte des infrastructures et de l'occupation des sols de la commune en 2018 (CLC).

### Risques majeurs
Le territoire de la commune de Vailly-sur-Sauldre est vulnérable à différents aléas naturels : météorologiques (tempête, orage, neige, grand froid, canicule ou sécheresse) et séisme (sismicité très faible). Un site publié par le BRGM permet d'évaluer simplement et rapidement les risques d'un bien localisé soit par son adresse soit par le numéro de sa parcelle.

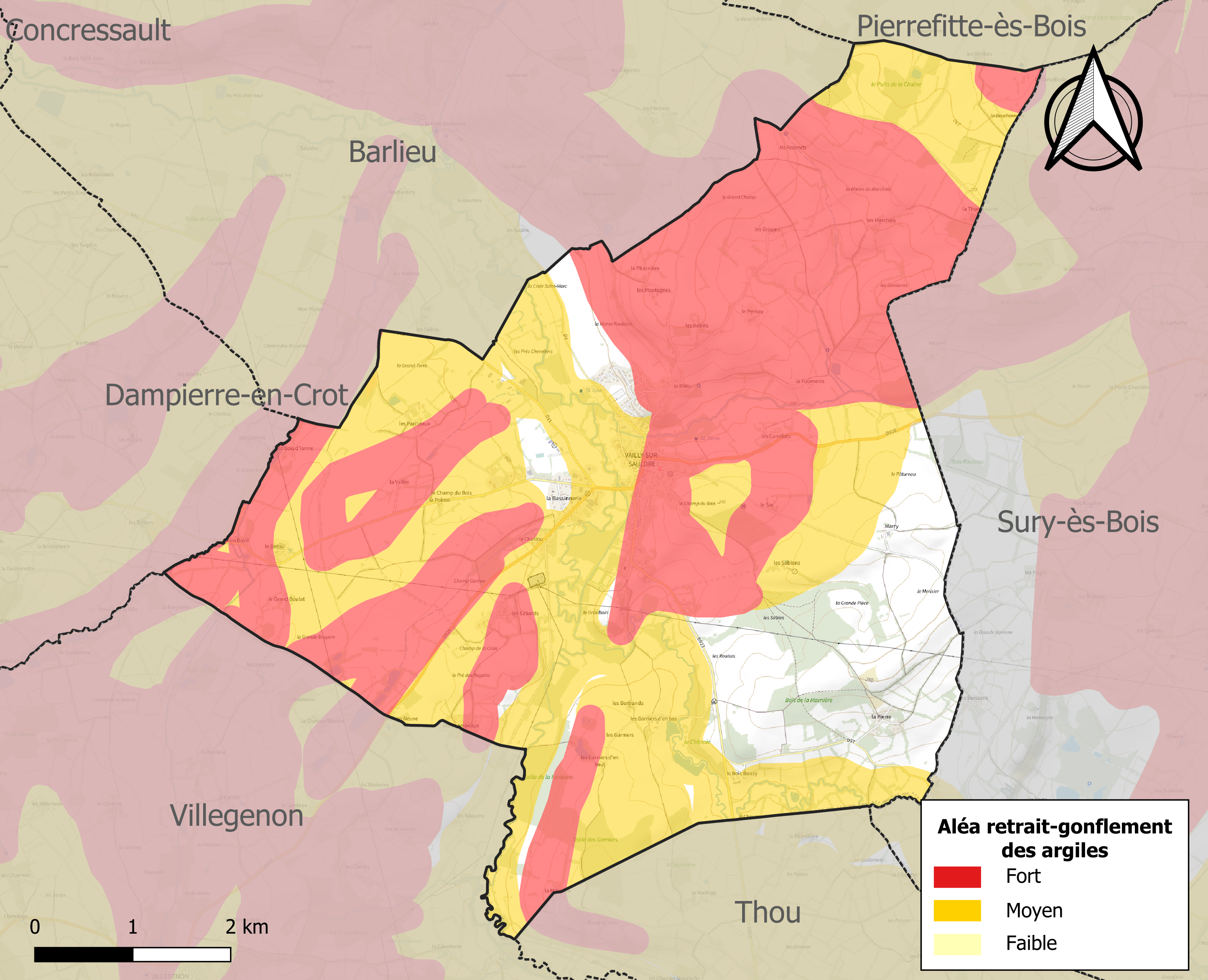
Carte des zones d'aléa retrait-gonflement des sols argileux de Vailly-sur-Sauldre.

Le retrait-gonflement des sols argileux est susceptible d'engendrer des dommages importants aux bâtiments en cas d’alternance de périodes de sécheresse et de pluie. 83,8 % de la superficie communale est en aléa moyen ou fort (90 % au niveau départemental et 48,5 % au niveau national). Sur les 508 bâtiments dénombrés sur la commune en 2019, 429 sont en aléa moyen ou fort, soit 84 %, à comparer aux 83 % au niveau départemental et 54 % au niveau national. Une cartographie de l'exposition du territoire national au retrait gonflement des sols argileux est disponible sur le site du BRGM,.
Concernant les mouvements de terrains, la commune a été reconnue en état de catastrophe naturelle au titre des dommages causés par la sécheresse en 2003, 2018 et 2019 et par des mouvements de terrain en 1999.

## Toponymie
Le nom de Vailly provient de Vallius ; Vallius est un gentilice, c’est-à-dire un nom du groupe de familles (en latin : gens), intercalé, dans le nom d'une personne, entre le prénom (praenomen) et le surnom (cognomen) comme dans Caius Vallius Maximianus ou comme dans Caius Vallius Postumus. Un gentilice est formé par le radical d’un cognomen auquel est ajouté le suffixe –ius : par exemple Flavus (cognomen signifiant le blond) donnera Flavius comme gentilice furent portés par des Gaulois puis par les Germains ayant obtenu le droit de citoyen romain ou de cité, surtout après le décret impérial de Caracalla qui fit citoyen romain tous les hommes libres de l’empire. Ces anthroponymes en –ius deviennent très courants, parfois par snobisme et même des sobriquets ont pris cette finale en –ius jugée plus aristocratique. Vallius provient donc d’un cognomen Vallus ce que confirme Jaccard à propos de Vailly en Haute-savoie (Jaccard J.  : Essai de toponymie. Origine des noms de lieux habités et des lieux-dits de la Suisse romande. Lausanne, Bridel, 1906, réédité par les éditions Slatkine, Genève, 1978). Vallus pouvait signifier pieu ou palissade (Gaffiot) mais aussi une moissonneuse montée sur roue, du gaulois vallo devenu vallus en latin (Pline l'Ancien Histoire Naturelle XVIII, 30),  À Vallius s’est ensuite ajouté le suffixe -acus/-acum (lui-même dérivé du gaulois –acos) qui désigne le domaine d'un propriétaire pour donner une des formes anciennes, Valliacum. La formation en –acus se développe dès le IIe et surtout au IIIe siècle pour les gentilices gaulois puis dès le IVe siècle pour les noms de personne d’origine germanique. La transformation du suffixe acus/acum en y dans certaines régions est bien connue des spécialistes de la toponymie. (Source : https://les-noms-de-lieux-de-vailly-sur-sauldre.e-monsite.com/)
Xavier Delamare (2012) donne dans son "Noms de lieux celtiques de l'Europe ancienne" le terme ualliācon pour 'domaine de Vallios' qu'il applique à divers lieux : Vaillac (Lot), Vailly en Haute Savoie (Valliacum attesté en 1179), Vailly-sur-sauldre (Valliacum en 1103) et Wallach en Rhénanie. Il ajoute que Vallius, comme nom de personne, pourrait venir du celtique Valo- =Prince, souverain devenu Vallo- puis Vallio-.
Marie-Thérèse Raepsaet-Charlier (2011) dans son article "Les noms germaniques : adaptation et latinisation de l’onomastique en Gaule Belgique et Germanie inférieure" mentionne Vallius dans son tableau des noms ayant une assonance celtique/germanique et Béraud, Mathieu et Rémy (2017) vont dans le même sens qualifiant vallius de gentilice gaulois ou latin "régional".
Evrardus de Valliaco, 12 avril 1164 (Cartulaire de Fontmorigny, charte 21, p. 14) ; Vailli, 1228 (Archives départementales du Cher -8 G, chapitre Saint-Étienne de Bourges) ; De Valiaco, 1234 (Archives Départementales du Cher-4 H, abbaye Saint-Sulpice de Bourges) ; Valli, 1258 (Beugnot, Olim, t. I, p. 72) ; Vailli en Berry, 8 octobre 1401 (Archives Nationales-JJ 156, n° 251, fol. 156 v°) ; Vailly, juillet 1415 (Archives Nationales-JJ 168, n° 255, fol. 165 v°) ; Vailly, 14 novembre 1788 (Archives Départementales du Cher-C 1109, Élection de Bourges) ; Vailly, XVIIIe s. (Carte de Cassini) ; Vailly sur Sauldre, 1834 (Cadastre).

## Politique et administration
| Période    | Période  | Identité            | Étiquette   | Qualité |
| ---------- | -------- | ------------------- | ----------- | --- |
| avant 1988 | ?        | Henry Doucet        | DVD         | Conseiller général (1973-1985)                                                                              |
| mars 2001  | En cours | Gilles-Henri Doucet | PR-UDI-MRSL | Cadre supérieur Délégué départemental de l'UDI Président de la Communauté de communes Pays Sancerre-Sologne |
| avril 2014 | mai 2020 | Gilles-Henry Doucet |             | Cadre supérieur (secteur privé)                                                                             |
| mai 2020   | En cours | Christelle Paye,    |             | Cadre administrative et commerciale d'entreprise                                                            |

## Démographie
L'évolution du nombre d'habitants est connue à travers les recensements de la population effectués dans la commune depuis 1793. Pour les communes de moins de 10 000 habitants, une enquête de recensement portant sur toute la population est réalisée tous les cinq ans, les populations de référence des années intermédiaires étant quant à elles estimées par interpolation ou extrapolation. Pour la commune, le premier recensement exhaustif entrant dans le cadre du nouveau dispositif a été réalisé en 2005.

En 2022, la commune comptait 649 habitants, en évolution de −1,96 % par rapport à 2016 (Cher : −2,48 %, France hors Mayotte : +2,11 %).
| 1793 | 1800 | 1806 | 1821 | 1831 | 1836 | 1841 | 1846 | 1851 |
| ---- | ---- | ---- | ---- | ---- | ---- | ---- | ---- | ---- |
| 430  | 430  | 510  | 524  | 599  | 697  | 691  | 720  | 792  |

| 1856 | 1861 | 1866  | 1872  | 1876  | 1881  | 1886  | 1891  | 1896  |
| ---- | ---- | ----- | ----- | ----- | ----- | ----- | ----- | ----- |
| 746  | 921  | 1 030 | 1 111 | 1 103 | 1 092 | 1 164 | 1 158 | 1 150 |

| 1901  | 1906  | 1911  | 1921 | 1926 | 1931 | 1936 | 1946 | 1954 |
| ----- | ----- | ----- | ---- | ---- | ---- | ---- | ---- | ---- |
| 1 106 | 1 103 | 1 033 | 916  | 881  | 905  | 963  | 922  | 769  |

| 1962 | 1968 | 1975 | 1982 | 1990 | 1999 | 2005 | 2006 | 2010 |
| ---- | ---- | ---- | ---- | ---- | ---- | ---- | ---- | ---- |
| 814  | 759  | 741  | 856  | 865  | 806  | 914  | 833  | 790  |

| 2015 | 2020 | 2022 | - | - | - | - | - | - |
| ---- | ---- | ---- | - | - | - | - | - | - |
| 673  | 651  | 649  | - | - | - | - | - | - |

## Culture locale et patrimoine

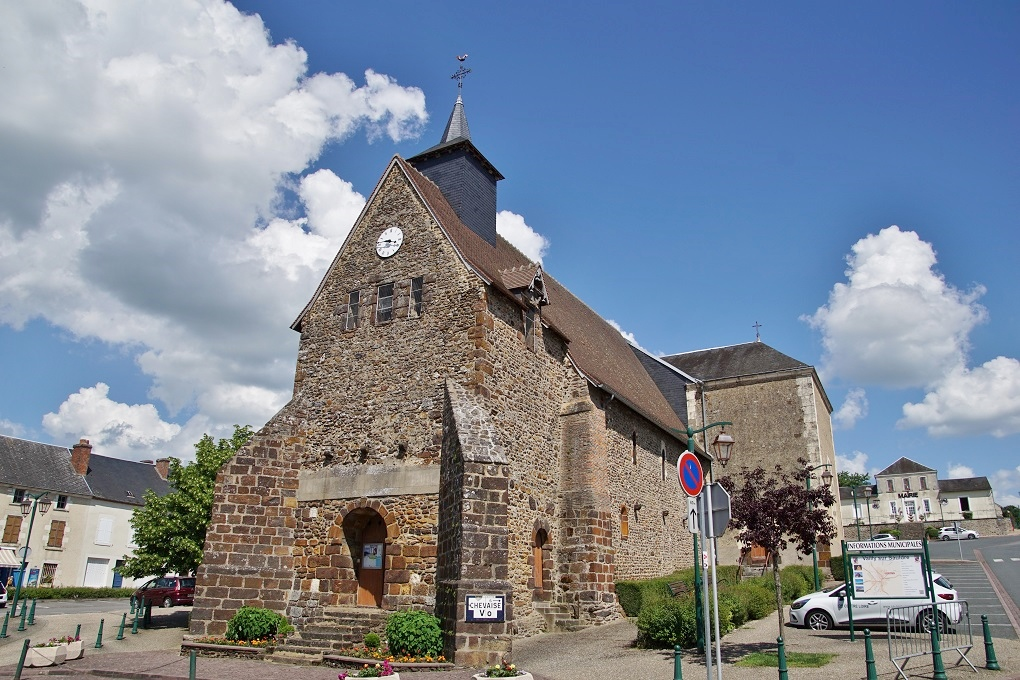
L'église Saint-Martin.

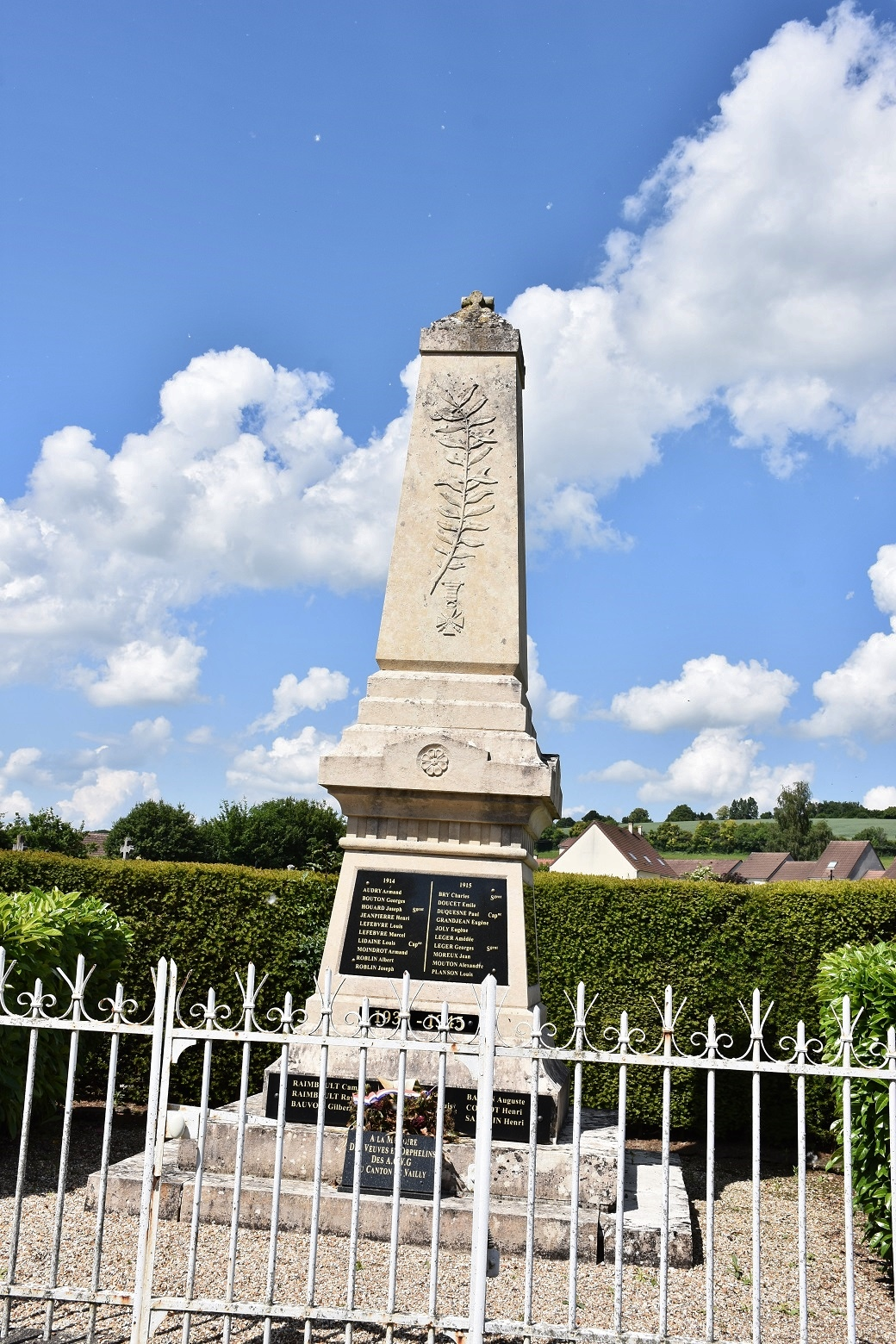
Le monument aux morts..

### Lieux et monuments
- L'église Saint Martin : façade de grès rouillé, nef unique voûtée en bois, porche où se trouve un portail en pierre blanche orné de cinq arcades superposées d'époque romane. Le chœur rebâti au XIXe siècle contient un tabernacle en bois doré du XVIIe siècle richement sculpté, provenant de l'abbaye de Loroy. Deux œuvres du peintre et sculpteur Henri Planson ornent l'édifice : une huile sur toile représentant sainte Solange, ayant figuré au salon des indépendants en 1910, et un cippe funéraire en terre émaillée. La chaire sculptée est l'œuvre d'un artisan d'Aubigny-sur-Nère ;
- Le château : vestiges de la forteresse des XIIIe – XVIe siècles. Cette forteresse établie dans la vallée, et dont la Sauldre remplissait les fossés, trouvait dans cette situation une grande force. Il subsiste les deux tours antérieures et les courtines adjacentes. Ce château fort appartenait en 1423 à Béraud III, comte de Sancerre et fut remis en gage au roi Charles VII. Au XVIe siècle, il devint la résidence de François de Bueil, archevêque de Bourges, qui y grava ses armes et fut vendu en 1777 au comte d'Espagnac.
- La grange pyramidale (XVe siècle). Une des dernières de la région, typique du Pays-Fort. Elle a été démontée puis remontée près de la route de Concressault.

### Personnalités liées à la commune
- Pierre Caziot, ministre de l'agriculture en 1942, a habité et est enterré à Vailly-sur-Sauldre.

### Héraldique
| Blason de Vailly-sur-Sauldre | Les armes de Vailly-sur-Sauldre se blasonnent ainsi : Écartelé : au 1er et au 4e de gueules au lion d'argent, au 2e et au 3e d'azur au croissant d'argent accompagné de six croisettes recroisetées au pied fiché d'or, trois rangées en chef et trois rangées en pointe qui est de Bueil. |